# Ricarda Haaser
Ricarda Haaser est une skieuse alpine autrichienne, née le 10 septembre 1993. Son frère, Raphael Haaser, est également skieur alpin.

## Biographie
Sa carrière dans des compétitions officielles de la FIS commence lors de la saison 2008-2009. Elle débute en Coupe d'Europe en décembre 2010. Elle obtient son premier podium en février 2012 au super-combiné de Sella Nevea.
Elle débute en Coupe du monde en novembre 2013. Lors de l'hiver 2014-2015, Elle monte sur plusieurs podiums, dont 3 victoires en slalom géant, en Coupe d'Europe qui l'amènent à gagner le classement général de la compétition.
Lors de la saison 2015-2016, elle enregistre ses premiers résultats dans les points au slalom géant d'Aspen (24e). Elle marque des points aussi en super G (25e à La Thuile) et en combiné avec une 14e place à Soldeu puis une 10e place à Lenzerheide. En février 2017, elle se classe cinquième du combiné de Crans-Montana.
Elle participe à ses premiers championnats du monde en 2017, où elle prend une bonne neuvième place au combiné.
Elle est sélectionnée pour les Jeux olympiques d'hiver de 2018, où elle est 16e en slalom géant et 13e en combiné.

## Palmarès

### Jeux olympiques
| Édition / Épreuve   | Slalom géant | Combiné |
| ------------------- | ------------ | ------- |
| JO 2018 Pyeongchang | 16e          | 13e     |

### Championnats du monde
| Édition / Épreuve                | Slalom géant | Combiné alpin |
| -------------------------------- | ------------ | ------------- |
| Mondiaux 2017 Saint-Moritz       | —            | 9e            |
| Mondiaux 2019 Åre                | 15e          | Abandon       |
| Mondiaux 2023 Courchevel-Méribel |              | Bronze        |

### Coupe du monde
- Meilleur classement général : 31e en 2017 et 2018.
- Meilleur résultat : 4e.
- 1 podium par équipes.

| Année/Classement | Général | Général | Descente | Descente | Slalom | Slalom | Géant  | Géant  | Super G | Super G | Combiné | Combiné |
| Année/Classement | Class.  | Points  | Class.   | Points   | Class. | Points | Class. | Points | Class.  | Points  | Class.  | Points  |
| ---------------- | ------- | ------- | -------- | -------- | ------ | ------ | ------ | ------ | ------- | ------- | ------- | ------- |
| 2016             | 80e     | 57      | 50e      | 4        | -      | -      | -      | -      | 41e     | 14      | -       | -       |
| 2017             | 31e     | 275     | 35e      | 36       | 33e    | 30     | 27e    | 69     | 18e     | 95      | 14e     | 45      |
| 2018             | 31e     | 283     | -        | -        | 30e    | 45     | 14e    | 146    | 27e     | 63      | 18e     | 29      |

### Coupe d'Europe
- Vainqueur du classement général en 2015.
- Vainqueur du classement de slalom géant en 2015.
- 4 victoires.